# Emblema del Partido Comunista de China
El emblema del Partido Comunista Chino es la hoz y el martillo mostrada en amarillo dorado o rojo. Según el artículo 53 de la Constitución del Partido Comunista de China, "el emblema y la bandera del Partido son el símbolo y signo del Partido Comunista de China".

## Historia
Al principio de su historia, el Partido Comunista de China (PCCh) no tenía un estándar oficial único para la bandera, sino que permitía que comités individuales del partido copiaran la bandera del Partido Comunista de la Unión Soviética. El 28 de abril de 1942, el Politburó Central decretó el establecimiento de una única bandera oficial. "La bandera del Partido Comunista de China tiene una proporción de largo a ancho de 3:2 con una hoz y martillo en la esquina superior izquierda y sin estrella de cinco puntas. El Buró Político autoriza a la Oficina General a fabricar a medida una serie de banderas estándar y distribuirlas a todos los órganos principales".
El 21 de septiembre de 1996, la Oficina General del PCCh emitió "Reglamento sobre la producción y el uso de la bandera y el emblema del Partido Comunista de China", que establecía que el emblema y la bandera eran los símbolos y signos oficiales del partido.

## Simbolismo
Según el gobierno chino, "la hoz y el martillo juntos simbolizan las herramientas de trabajo de los trabajadores y los agricultores. El emblema en general simboliza que el Partido Comunista Chino es la vanguardia de la clase obrera china y representa los intereses fundamentales de la clase obrera y la gran mayoría de los chinos gente."

## Diseño
Según Diario del Pueblo, "La bandera estándar del partido tiene 120 centímetros (cm) de largo y 80 cm de ancho. En el centro de la esquina superior izquierda (un cuarto del largo y el ancho hasta el borde) hay una hoz y un martillo amarillos de 30 cm de diámetro. La manga de la bandera (dobladillo del asta) es de color blanco y tiene 6,5 cm de ancho. La dimensión del dobladillo del asta no está incluida en la medida de la bandera. En total, la bandera tiene cinco dimensiones, los tamaños son "n.º 1: 288 cm de largo y 192 cm de ancho; n.º 2: 240 cm de largo y 160 cm de ancho; n.º 3: 192 cm de largo y 128 cm de ancho; núm. 4: 144 cm de largo y 96 cm de ancho; núm. 5: 96 cm de largo y 64 cm de ancho."

## Galería

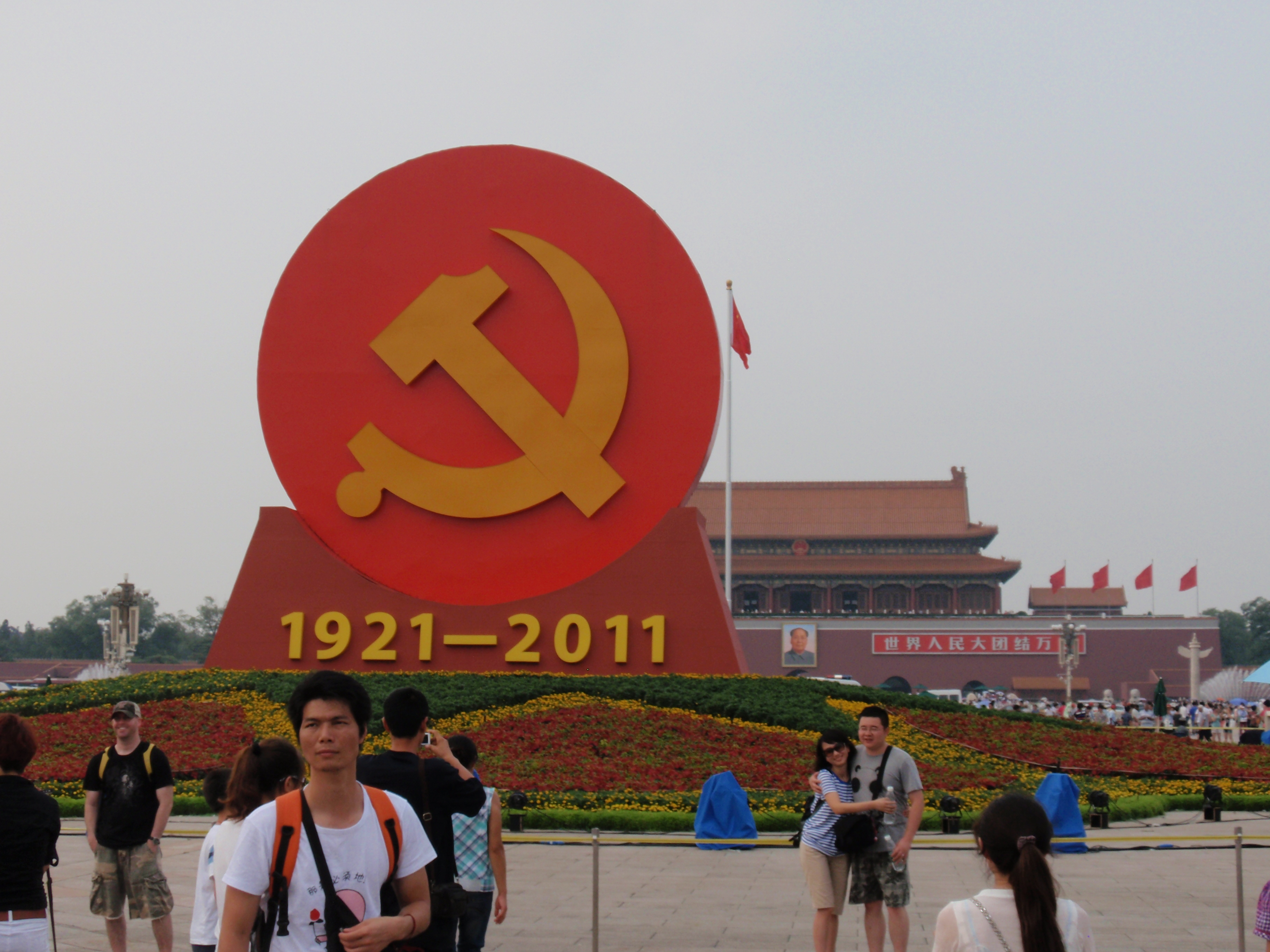
Un monumento temporal en la Plaza de Tiananmen que conmemora el 90° aniversario del Partido Comunista de China en 2011